# Clastoptera variabilis
Clastoptera variabilis är en insektsart som beskrevs av Victor Lallemand 1939. Clastoptera variabilis ingår i släktet Clastoptera och familjen Clastopteridae. Inga underarter finns listade i Catalogue of Life.